# Achrestus onorei
Achrestus onorei là một loài bọ cánh cứng trong họ Elateridae. Loài này được Golbach in Golbach & Aranda de Zamudio miêu tả khoa học năm 1988.